# Bernhard Friedrich Gustav Ponath
Bernhard Friedrich Gustav Ponath (* 8. Juli 1812 in Leipzig; † 3. Mai 1881 in Dresden) war ein Richter am Reichsoberhandelsgericht.

## Leben
1838 wurde er als Advokat in Leipzig zugelassen. Im Februar 1848 ernannt man ihn zum Appellationsrat in Leipzig.  1858 wurde er als Oberappellationsrat nach Dresden versetzt. 1870 kam er an das Bundes- bzw. Reichsoberhandelsgericht. 1872 wurde er Dr. iur. h. c. der juristischen Fakultät der Universität Leipzig. Er trat 1879 in den Ruhestand.